# Martim Moniz (métro de Lisbonne)
Martim Moniz est une station du métro de Lisbonne sur la ligne verte.